# Minetto (hrabstwo Oswego)
Minetto – jednostka osadnicza w Stanach Zjednoczonych, w stanie Nowy Jork, w hrabstwie Oswego.